# Arthur Guy Empey
Pour les articles homonymes, voir Empey.
Arthur Guy Empey, né le 11 décembre 1883 à Ogden et mort le 22 février 1963 à Wadsworth, est un soldat, auteur, acteur et réalisateur américain.
Il a servi dans l'armée britannique durant la Première Guerre mondiale, et a son retour a écrit un livre autobiographie populaire, Over the Top, vendu à plus de 250 000 exemplaires, dont a été tiré un film dans lequel il tient le rôle principal. Il a écrit les paroles de plusieurs chants patriotiques, a produit et réalisé plusieurs films muets, dont The Undercurrent en 1919 et Trois de la cavalerie (Troopers Three) en 1930.

## Biographie
Arthur Guy Empey nait à Ogden (Utah) en décembre 1883. Il est le fils de Rose Empey (née Dana) et Robert Empey. Il a servi pendant six années en tant que soldat dans la  Cavalerie des États-Unis, et devient cavalier de première classe. Il séjourne à New York en tant que sergent recruteur pour la garde nationale du  New Jersey avant le début de la Première Guerre mondiale.
Il quitte les États-Unis à la fin de 1915, étant frustré de la neutralité de son pays vis à vis du conflit en Europe, et se rend à Londres, où les volontaires s'enagent dans 
le premier régiment de Londres (Royal Fusiliers), Territorial Force de l'armée britannique, et sert dans la  56e division  sur le front ouest en tant que grenadier. Il est blessé durant les combats au début de la Bataille de la Somme. Parmi ses décorations se trouvent la médaille d'argent (1916), la médaille britannique de la guerre, et la British War Medal. Après avoir été rapatrié aux États-Unis, il écrit un livre autobiographique Over the Top sur son expérience de la guerre, qui sera vendu à 250 000 exemplaires, et dont sera inspiré le film Over the Top sorti début 1918.
Il est également parolier, auteur des paroles de la chanson Your Lips Are No Man's Land But Mine (en), succès populaire pendant la guerre, ainsi que Liberty Statue is Looking Right at You, et Our Country's In It Now, We've Got To Win It Now.
Avec les revenus liés au succès du film Over the Top il fonde sa propre société de production,The Guy Empey Pictures Corporation, et produit plusieurs films : The Undercurrent en 1919, Millionaire For a Day en 1920 et ultérieurement Trois de la cavalerie (Troopers Three).
En 1935, inquiet de l'influence supposée du Communisme dans le milieu du cinéma à Hollywood, il organise une milice paramilitaire appelée « Hollywood Hussars », dont il est le colonel. En 1943 il est employé en tant que gardien de sécurité de l'usine Vega Aircraft à Burbank (Californie). Il meurt à l'hôpital militaire des vétérans à Wadsworth au Kansas en 1963.

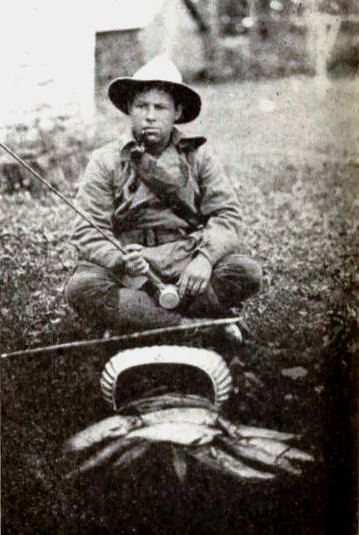
Arthur Guy Empey en septembre 1919
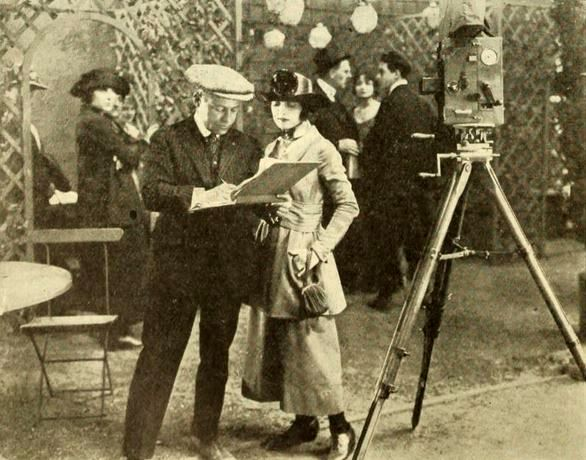
Sur le tournage de The Undercurrent (1919)
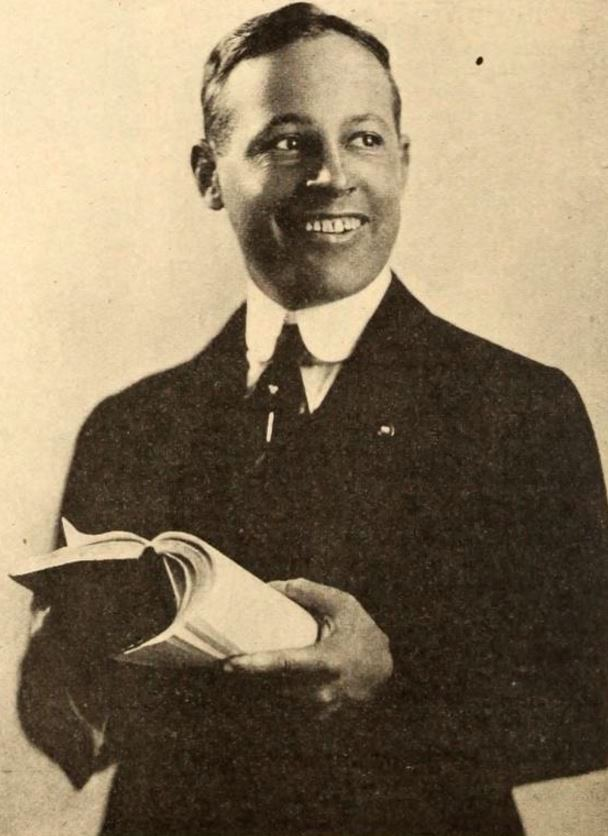
En août 1920
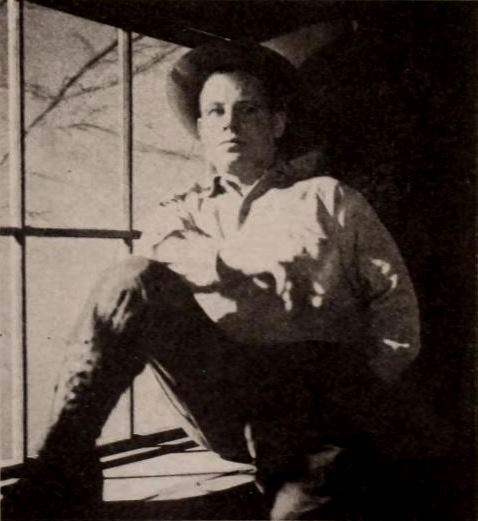
Millionaire For a Day (1921)

## Filmographie
- 1918 : Over the Top (scénariste et acteur)
- 1919 : The Undercurrent (producteur, scénariste et acteur)
- 1921 : Millionaire For a Day (producteur, scénariste et acteur)
- 1930 : Trois de la cavalerie (Troopers Three) (producteur et scénariste)

## Publications
- Over the Top, 1917
- First Call: Guideposts to Berlin, 1918
- Tales from a Dugout, 1918
- The Madonna of the Hills: the Story of a New York Cabaret Girl, 1921
- A Helluva War, 1926

## Crédit d'auteurs
- (en) Cet article est partiellement ou en totalité issu de l’article de Wikipédia en anglais intitulé « Arthur Guy Empey » (voir la liste des auteurs).